# Consejo de la Corona de Etiopía
El Consejo de la Corona de Etiopía fue el órgano constitucional del Imperio Etíope que aconsejaba al emperador de Etiopía, y actuaba en nombre de la Corona. Los miembros del Consejo eran nombrados por el emperador. 
El Gobierno Militar Provisional Comunista denominado Derg depuso al último emperador, Haile Selassie, el 12 de septiembre de 1974, y disolvió el Consejo. La mayoría de los miembros del Consejo fueron encarcelados y ejecutados, incluido su presidente, el príncipe Asrate Medhin Kassa. El Derg anunció que la monarquía fue abolida a principios del año siguiente. Sin embargo, en 1993 un nuevo Consejo de la Corona de Etiopía, que incluía a varios descendientes de Haile Selassie I, afirmó que el título de Emperador de Etiopía se encontraba todavía en existencia, y el Consejo de la Corona actuaría en su propio interés. Su justificación era que la abolición de la monarquía por el Derg fue extra-constitucional y se llevó a cabo ilegalmente.
La Constitución Federal de Etiopía de 1995 confirmó la abolición de la monarquía, pero los realistas etíopes continúan operando el Consejo de la Corona. El gobierno etíope no obstante continúa otorgando a los miembros de la familia imperial los títulos principescos como cortesía. El 16 de marzo de 2005, el príncipe Ermias Sahle Selassie fue reafirmado por el príncipe Zera Yacob como Presidente del Consejo de la Corona de Etiopía. El príncipe Zera Yacob está considerado el príncipe heredero de Etiopía. El 28 de julio de 2004, el Consejo de la Corona redefinió su papel mediante la reorientación de su misión del ámbito político a la misión de la preservación de la cultura, el desarrollo y los esfuerzos humanitarios en Etiopía.